# Sita

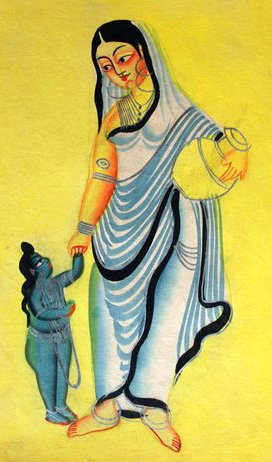
Sita

Sita (còn viết là Seeta hoặc Seetha /Sītā/, ngheⓘ có nghĩa là "luống cày") là một nhân vật nữ trong sử thi Ramayana.. Nàng là vợ của thần Rama (hiện thân của Vishnu) và là hiện thân của Lakshmi, nữ thân của sự giàu sang và là vợ của Vishnu.. Nàng cũng được tôn vinh như là một chuẩn mực về đức hạnh cho tất cả phụ nữ Hindu noi theo. Nàng còn nổi tiếng về đức hi sinh, sự cống hiến, lòng dũng cảm và sự thuần khiết của mình.
Sita là con gái của nữ thần đất Bhūmi và cũng là con nuôi vua Janaka của Mithila. Lúc trẻ, nàng đã lấy Rama, hoàng tử của Ayodhya. Không lâu sau khi kết hôn, nàng đã tự nguyện lưu đày với chồng và em chồng là Lakshmana. Trong thời gian bị lưu đày, ba người đã sống ở rừng Dandaka. Tại đây, nàng đã bị Ravana, vua La Sát của Lanka bắt cóc. Ravana đã giam giữ nàng ở Ashok Vatika, Lanka. Sita đã được cứu thoát sau khi Rama tiêu diệt Ravana trong một cuộc chiến thời tiết.